# Koenigsmannia atra
Koenigsmannia atra är en stekelart som beskrevs av Trjapitzin 1982. Koenigsmannia atra ingår i släktet Koenigsmannia och familjen sköldlussteklar. Inga underarter finns listade i Catalogue of Life.